# الکساندر برگامینی
الکساندر برگامینی (به فرانسوی: Alexandre Bergamini) شاعر و نویسنده قرن بیستم میلادی اهل فرانسه است.